# Live - Friday The 13th
Live – Friday The 13th е запис на живо на групата Maroon 5, като DVD и CD. Записан е на 13 май 2005 в Санта Барбара, Калифорния.
DVD вариантът включва и ексклузивни интервюта с групата и вникване в това как са създадени ключовите песни. Концертът съдържа изпълнения на живо на всичките им песни.

## Списък с песните

### CD
1. Shiver – 4:49
2. Through with You – 3:19
3. Tangled – 3:37
4. Harder to Breathe – 2:59
5. Sun – 7:52
6. Wasted Years – 5:23
7. "Secret/Ain't No Sunshine" – 7:11
8. Not Coming Home – 4:28
9. This Love – 5:14
10. Must Get Out – 4:08
11. Sunday Morning – 6:37
12. Sweetest Goodbye – 9:38
13. Hello (кавър на песен на Oasis) – 3:52
14. She Will Be Loved – 8:51

### DVD
1. Shiver
2. Through with You
3. Tangled
4. Harder to Breathe
5. Sun
6. Wasted Years
7. "Secret/Ain't No Sunshine"
8. Not Coming Home
9. This Love
10. Must Get Out
11. Sunday Morning
12. Sweetest Goodbye
13. Hello
14. She Will Be Loved
15. Бонус материал